# Pariphiculus
Pariphiculus is een geslacht van kreeftachtigen uit de klasse van de Malacostraca (hogere kreeftachtigen).

## Soorten
- Pariphiculus agariciferus Ihle, 1918
- Pariphiculus coronatus (Alcock & Anderson, 1894)
- Pariphiculus mariannae (Herklots, 1852)